# Julen Amezqueta
Julen Amezqueta Moreno (Estella, 12 agosto 1993) è un ciclista su strada spagnolo che corre per il team Illes Balears Arabay Cycling. È professionista dal 2016.

## Carriera
Nella categoria Under-23 si mette in mostra vincendo una tappa e la classifica generale della Volta a Portugal do Futuro (2.2U) e ottenendo un quarto posto nella quarta tappa del Tour de l'Avenir (2.Ncup). Da agosto 2015 viene inserito come stagista nella squadra Southeast e con la medesima diventa professionista dalla stagione 2016.

## Palmarès
- 2015 (Café Baqué-Conservas Campos, due vittorie)

2ª tappa Volta a Portugal do Futuro
Classifica generale Volta a Portugal do Futuro

### Altri successi
- 2015 (Café Baqué-Conservas Campos)

Classifica a punti Volta a Portugal do Futuro
- 2020 (Caja Rural-Seguros RGA)

Classifica scalatori Settimana Internazionale di Coppi e Bartali

## Piazzamenti

### Grandi Giri
- Giro d'Italia

2016: 112º
2017: 99º
- Vuelta a España

2020: 50º
2021: 43º

### Classiche monumento
- Milano-Sanremo

2016: 137º
2017: 139º
- Giro di Lombardia

2016: ritirato